# Euphorbia pekinensis
Euphorbia pekinensis es una especie fanerógama perteneciente a la familia Euphorbiaceae.

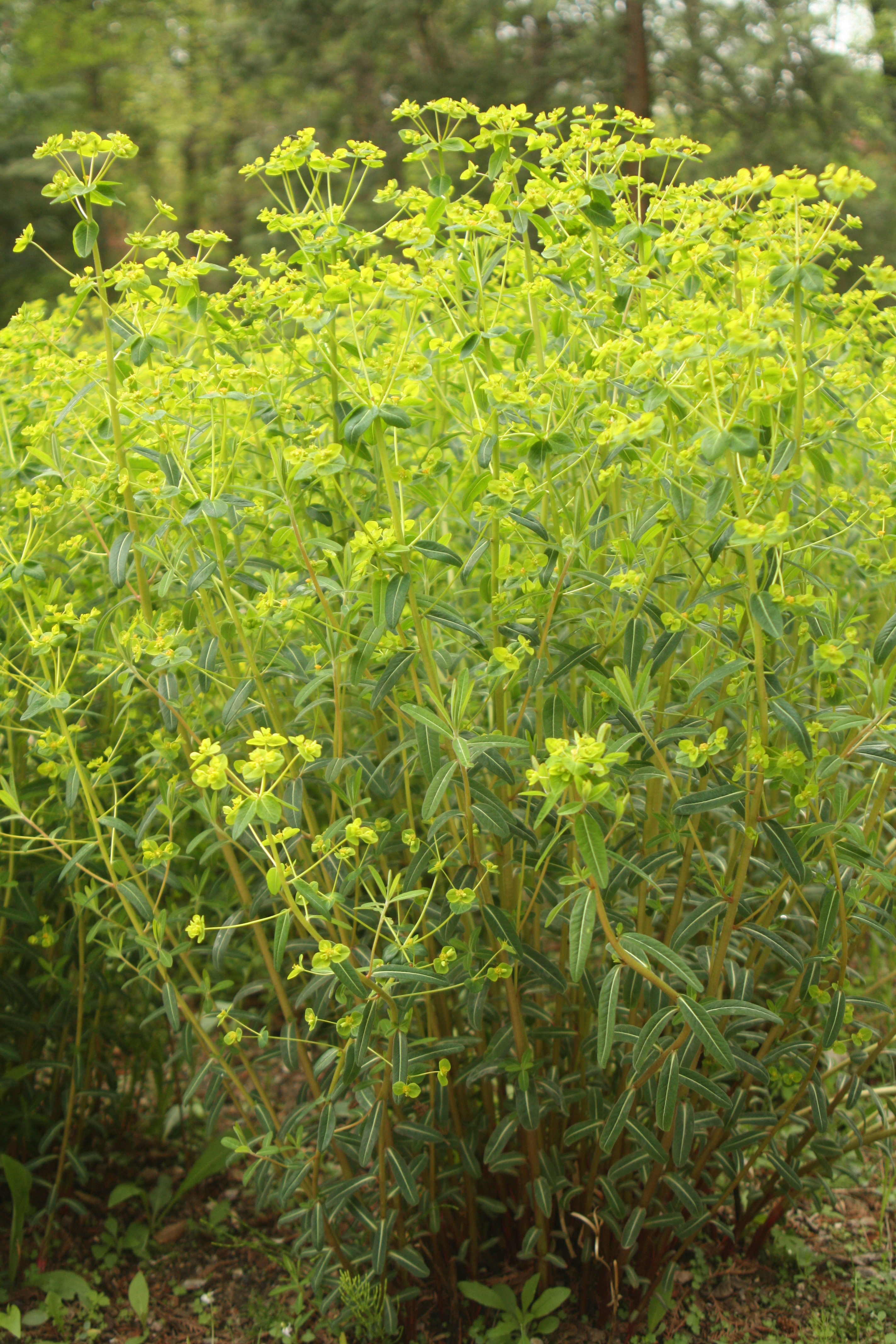
Vista de la planta

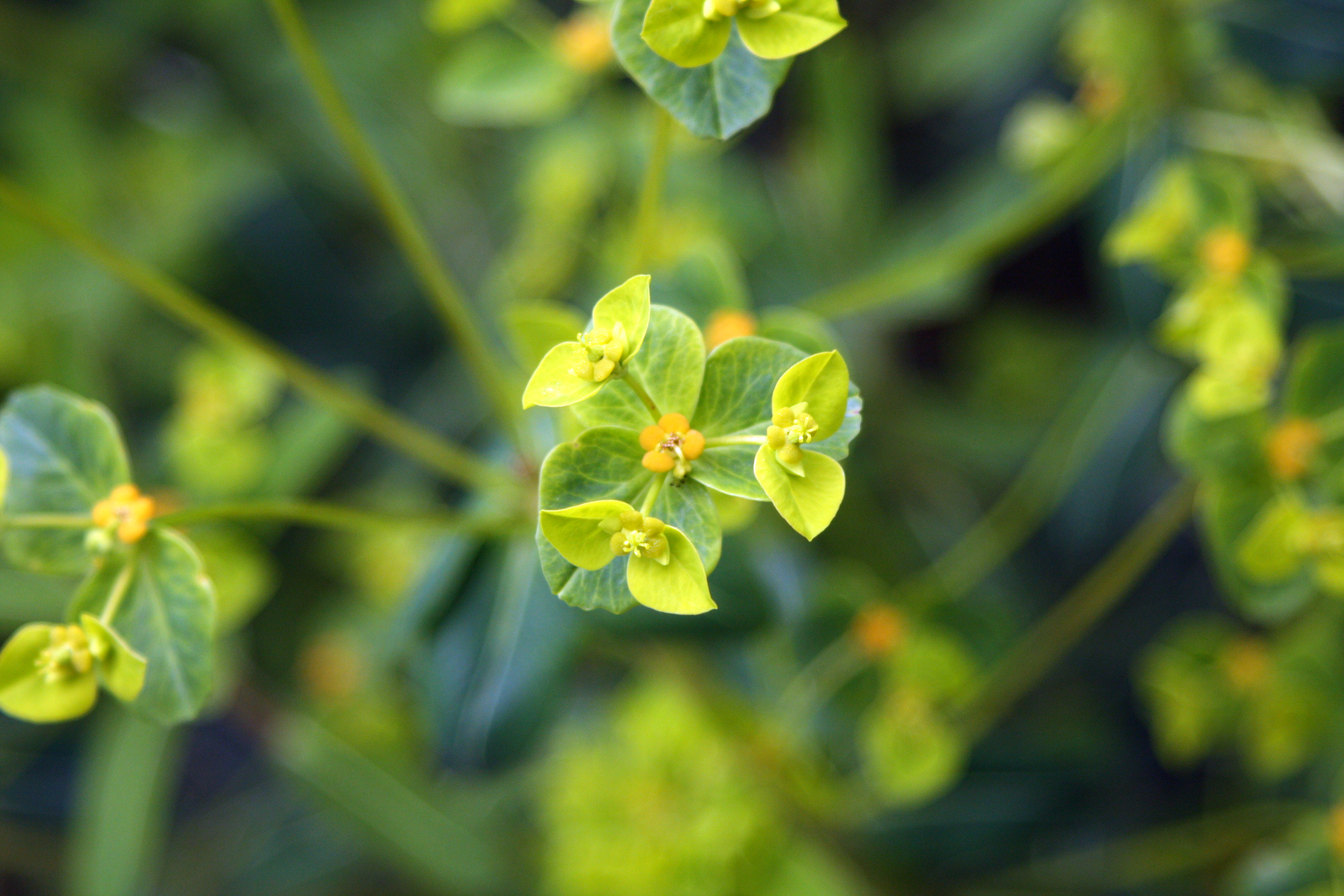
Ciato

## Descripción
Es una planta herbácea perenne que crece hasta una altura de entre 30 y 80 cm. El tallo es erecto y a menudo se divide en ramas. La raíz es vertical y cilíndrica. Las hojas son estrechas con forma lanceoladas o elíptica, normalmente entre 3 y 7 cm de longitud, y de un color verde intenso.  Toman color verde amarillento en las puntas de los tallos donde se encuentran las inflorescencias.
El ciatio o flor de la pseudoumbela es sésil. Las flores tienen las glándulas nectaríferas con forma de riñón y de color ocre.  De una manera amplia se parece bastante a la lleteresa de acequia de Cataluña.
El fruto es una cápsula globulosa que contiene unas semillas marrones y alargadas de 2.5 mm de longitud.

## Distribución geográfica
Es nativa de Asia. Es una planta de la zona asiática oriental, que se encuentra en las zonas templadas de China excepto en Taiwán, Xinjiang, Xizang y Yunnan. También se encuentra en el Japón y Corea.

## Hábitat
Vive en las zonas esteparias, prados secos, bosques clareado, campos de herbáceas y márgenes de caminos y carreteras. 

## Usos medicinales
La raíz de esta especie tiene múltiples aplicaciones en la medicina tradicional china.  En algunos casos se han encontrado trazas de seis otras especies en productos vendidos como derivados de la Euphorbia pekinensis.
Como muchas plantas diferentes del género Euphorbia,  produce una resina blanca o látex, conocida vulgarmente como "leche", que da los nombres vulgares o comunes de lechetrezna, o lechera a las plantas de esta familia.  Este líquido se conoce con el nombre de euforbi y contiene el alcaloide euforbina que es tóxico y puede irritar la piel y los ojos severamente.
Es una de las 50 hierbas fundamentales usadas en la medicina tradicional china, donde se la conoce en chino como:  dàjǐ (大戟).

## Taxonomía
Euphorbia pekinensis fue descrita por Franz Josef Ruprecht y publicado en Primitiae Florae Amurensis 239, in nota sub E. lucorum. 1859.
Etimología
Euphorbia: nombre genérico que deriva del médico griego del rey Juba II de Mauritania (52 a 50 a. C. - 23), Euphorbus, en su honor – o en alusión a su gran vientre –  ya que usaba médicamente Euphorbia resinifera. En 1753 Carlos Linneo asignó el nombre a todo el género.
pekinensis: epíteto geográfico que alude a su localización en Pekín.
Variedades
- Euphorbia pekinensis ssp. asoensis Kurosawa & H.Ohashi 1994
- Euphorbia pekinensis ssp. fauriei Kurosawa & H.Ohashi 1994
- Euphorbia pekinensis ssp. lasiocaula Boiss. & Oudejans 1992
- Euphorbia pekinensis ssp. pekinensis
- Euphorbia pekinensis ssp. pseudolucorum Hurus. & Oudejans 1992
- Euphorbia pekinensis ssp. sinanensis Hurus. & Oudejans 1992
- Euphorbia pekinensis ssp. subulatifolius Hurus. & T.B.Lee 1983
- Euphorbia pekinensis ssp. watanabei Makino & Oudejans 1992

Sinonimia
- Galarhoeus pekinensis (Rupr.) Hara
- Tithymalus pekinensis (Rupr.) H.Hara[8]
- Euphorbia lasiocaula var. pseudolucorum Hurus.
- Euphorbia pekinensis var. sinensis (Hurus.) Oudejans
- Euphorbia pekinensis f. sinensis Hurus.
- Tithymalus pekinensis subsp. barbellatus (Hurus.) Hurus.
- Tithymalus pekinensis subsp. lanceolatus (Liou) Hurus.[9]